# 渭州 (唐朝)
渭州，唐朝时设置的州。
北魏时，曾置渭州。唐朝时辖境在今甘肃省定西市。宝应初年，地属吐蕃。元和四年（809年），别置行渭州于原州平凉县（今甘肃省平凉市），广明元年（880年）又为吐蕃攻破。中和四年（884年），在平凉复置渭州。领一县：平凉县。
北宋时属秦凤路，本军事，政和七年（1117年），升为节度。旧置泾原路经略、安抚使，泾州、原州、渭州、仪州、德顺军、镇戎军皆属。熙宁五年（1072年），废仪州。元符二年（1099年），增置西安州。崇宁三年（1104年），又以熙河路会州来属。大观二年（1108年），又增置怀德军。凡统五州三军。崇宁时，户二万六千五百八十四，口六万三千五百一十二。贡绢、苁蓉。下辖五县：平凉县、潘原县、安化县、崇信县、华亭县。辖境相当今平凉、华亭、崇信及宁夏回族自治区泾源等市县地。金朝时，升为平凉府。

## 行政区划

### 宋朝
| 县名   | 现在地名 | 简介                                             | 备注 |
| ------ | -------- | ------------------------------------------------ | ---- |
| 平凉县 |          | 中。有瓦亭砦。                                   |      |
| 潘原县 |          | 中。                                             |      |
| 安化县 |          | 中。熙宁七年，废制胜关，移县于关地，以旧地为镇。 |      |
| 崇信县 |          | 中。                                             |      |
| 华亭县 |          | 中下。熙宁五年，废仪州，与安化县、崇信县同来隶。 |      |

## 历任长官
- 曹玮（990年—999年）
- 雷孝先（1000年—1002年）
- 阎日新（1008年—1010年）
- 曹玮（1010年—1015年）
- 郝荣（1015年—1018年）
- 马洵美（1024年—1025年）
- 康继英（1026年—1027年）
- 刘平（1027年）
- 高继勋（1027年—1029年）
- 高化（1030年—1032年）
- 张敏（1033年—1034年）
- 孙继邺（1035年—1037年）
- 高继宣（1038年）
- 张亢（1039年—1040年）
- 郭志高（1040年）
- 王沿（1040年—1042年）
- 张亢（1042年—1043年）
- 尹洙（1043年—1044年）
- 王素（1044年—1045年）
- 程戡（1045年—1047年）
- 张亢（1047年）
- 田况（1047年—1048年）
- 夏安期（1048年—1051年）
- 王素（1051年—1053年）
- 任颛（1054年—1056年）
- 吕公弼（1057年—1059年）
- 钱明逸（1060年—1062年）
- 施昌言（1062年—1064年）
- 王素（1064年—1066年）
- 郭逵（1066年—1067年）
- 蔡挺（1067年—1072年）
- 郭逵（1072年）
- 王广渊（1072年—1075年）
- 冯京（1075年—1076年）
- 蔡延庆（1076年—1079年）
- 徐禧（1079年）
- 卢秉（1079年—1085年）
- 刘昌祚（1085年）
- 刘庠（1085年—1086年）
- 刘昌祚（1086年—1089年）
- 刘舜卿（1090年）
- 谢麟（1091年—1093年）
- 孙览（1093年—1094年）
- 吕大忠（1094年—1096年）
- 毛渐（1096年）
- 章楶（1096年—1100年）
- 毛渐（1100年—1101年）
- 王恩（1101年）
- 胡宗回（1102年）
- 苗履（1102年—1103年）
- 邢恕（1103年—1104年）
- 钟传（1104年—1105年）
- 折可适（1106年—1109年）
- 刘仲武（1109年—1110年）
- 折可适（1110年）
- 薛嗣昌（1110年—1111年）
- 刘仲武（1112年）
- 吴择仁（1112年—1113年）
- 何述（1113年—1115年）
- 张庄（1115年—1116年）
- 种师道（1116年—1122年）
- 任谅（1122年—1123年）
- 钱盖（1123年—1124年）
- 席贡（1124年—1127年）